# Abertam
L'Abertam est un fromage fermier ou de coopérative de lait de brebis à pâte pressée cuite fait dans la région montagneuse de la ville d'eau de Karlovy Vary en Bohême (Tchéquie), dont les pâturages fournissent aux brebis une riche alimentation. Il tire son nom du village d'Abertamy.
Assez aromatisé, l'Abertam a la texture dure et ferme et prend la forme d'une boule irrégulière recouverte d'une fine croûte jaune-orange. C'est après un affinage de deux mois qu'il prend le caractère robuste qui le singularise. L'Abertam peut tout aussi bien se déguster seul que se mélanger à d'autres fromages.